# Markusovszky Lajos

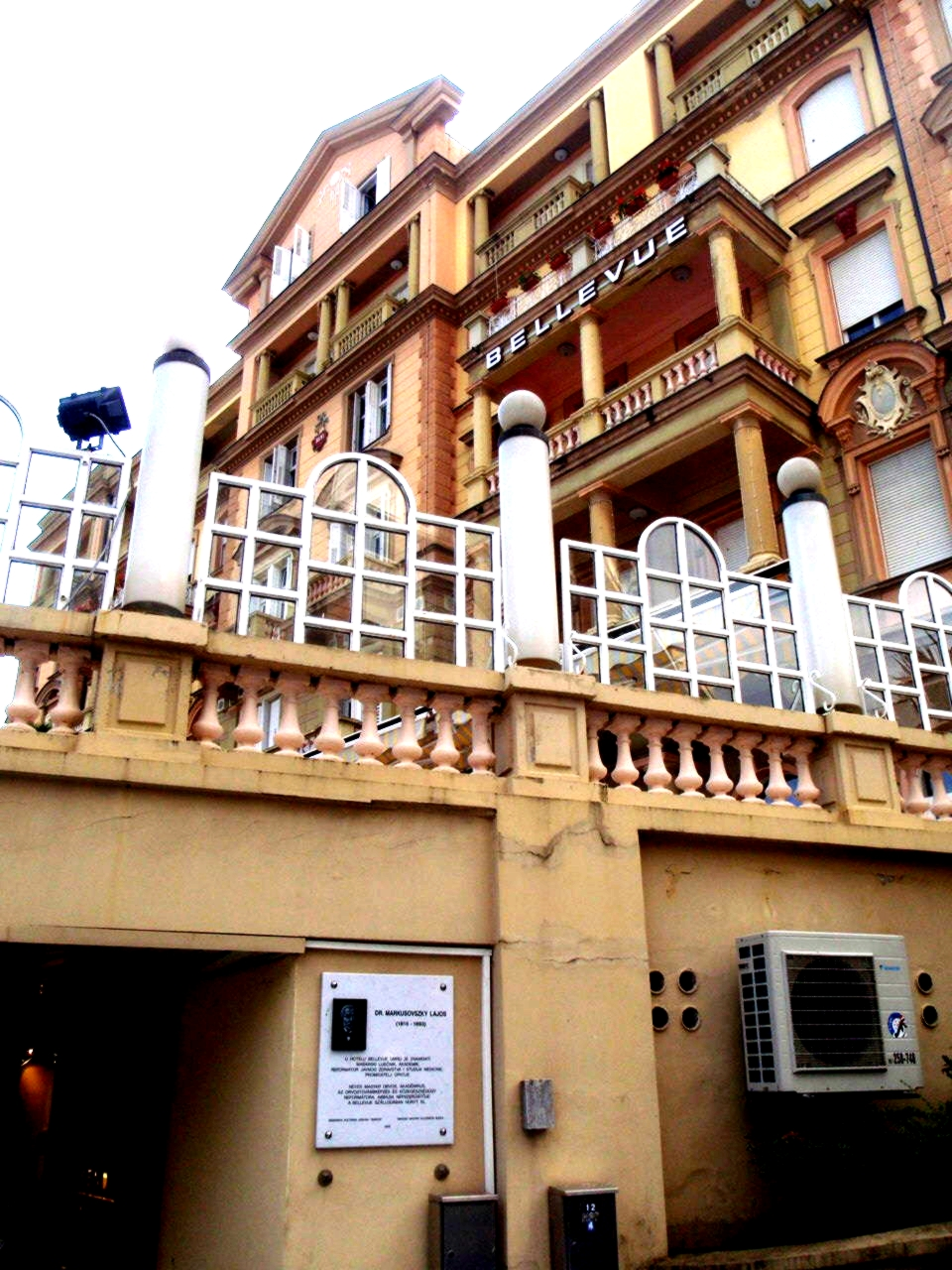
Markusovszky Lajos utolsó lakóhelye Abbázia, Hotel Bellevue

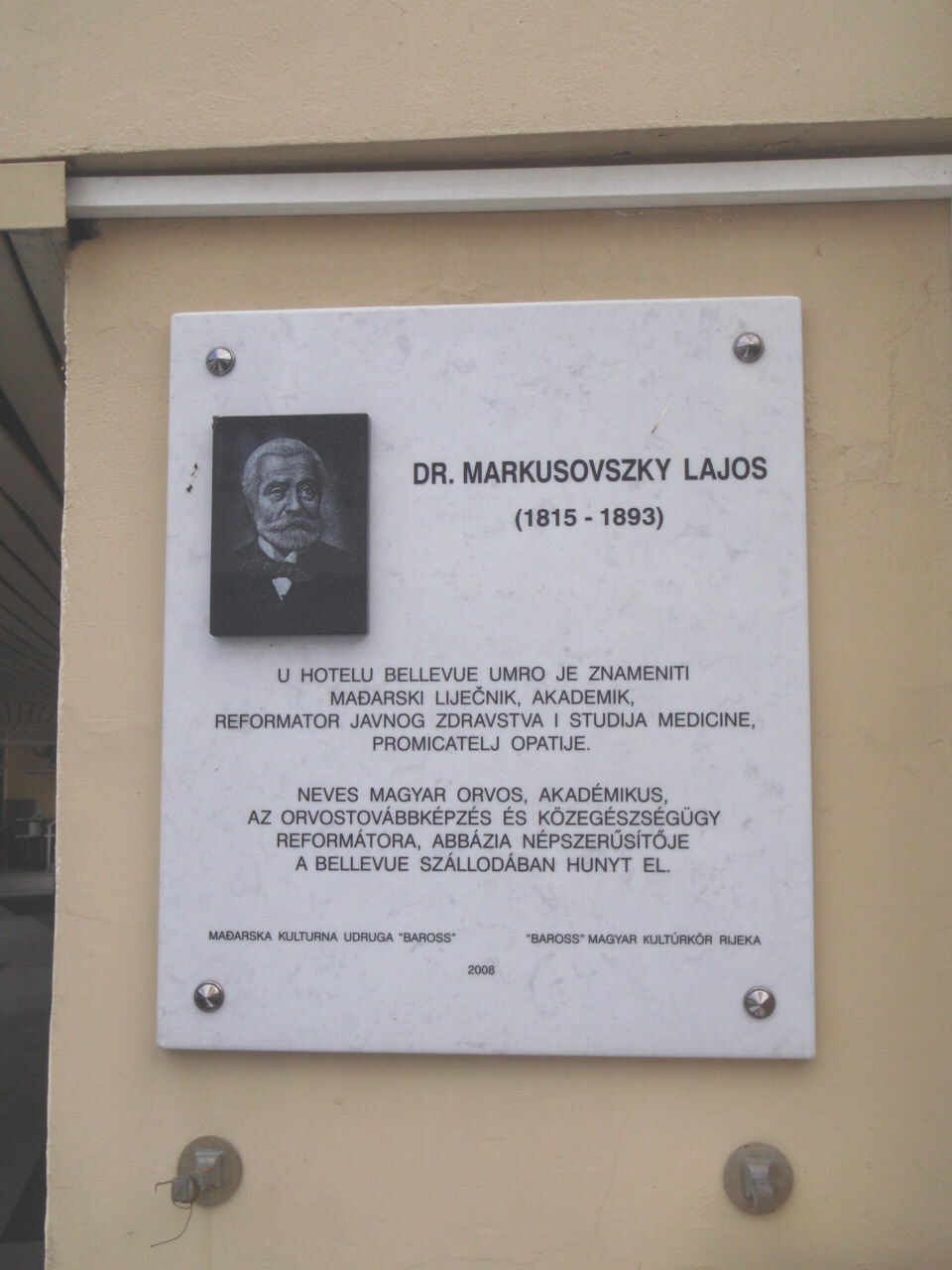
Markusovszky Lajos emléktábla 2008-ból a szálloda oldalán

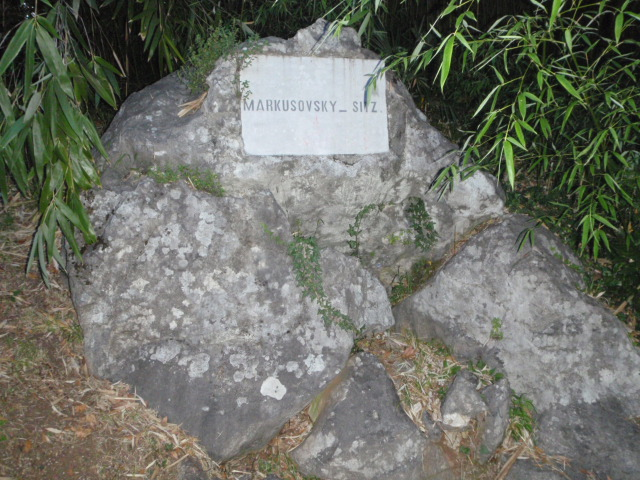
Markusovszky Lajos ülőhely a Hotel Opatija mögötti Margaréta parkban

Markusovszky Lajos (Csorba, 1815. április 25. – Abbázia, 1893. április 21.) orvos, honvédorvos, a modern magyar egészségügyi oktatás egyik megszervezője, a Magyar Tudományos Akadémia tagja.

## Tanulmányai, pályakezdése
Tizenkét éves koráig apja nevelte, aki ágostai evangélikus lelkész volt Csorbán. Tanulmányait Rozsnyón, később Késmárkon folytatta, majd 1834-ben a pesti egyetem orvosi karának hallgatója lett. 1837-ben apja meghalt, így azért, hogy tanulmányait folytatni tudja, Stáhly Ignác ajánlatára gróf Festetics Leó családjánál vállalt előbb latin nyelvtanári, majd nevelői állást. Ekkor kezdett érdeklődni a nevelésügy és a pedagógia iránt. 1843-ban az akkor Pestre érkező Balassa János sebészprofesszor mellett lett tiszteletbeli segéd. 1844-ben megszerezte orvosi oklevelét, majd tanítványaival rövid időt töltött Párizsban, ahol megismerkedett a francia sebészet eredményeivel, elsősorban Jacques Lisfranc és Alfred Velpeau munkásságával. A következő két évet állami ösztöndíjjal Bécsben töltötte, ahol Joseph Wattmann műtőnövendéke volt. Itt ismerkedett meg Semmelweis Ignáccal, akivel életre szóló barátságot kötött. 1847-ben hazatért és a pesti egyetemen Balassa János asszisztense lett. Balassával Európában az elsők között alkalmazták sebészeti beavatkozásnál a dietil-éterbódítást, melyet először Markusovszky önmagán próbált ki. Az 1848 márciusi események ebben az állásban érték.

## Szerepe az 1848–49-es szabadságharcban
Jelen volt az 1848. március 15-ei forradalom eseményeinél. A magyar kormány megbízásából szerepet vállalt a magyar katonai egészségügyi szolgálat létrehozásában, a honvédorvosok képzésére létrehozott hadorvosi tanfolyamon katonai sebészetet oktatott és műtő gyakorlatokat tartott. Mint főorvost és Balassa János helyettesét ideiglenesen őt bízták meg a fővárosi sebészeti klinika irányításával, miután Balassát miniszteri tanácsossá nevezték ki. 1848 novemberétől törzsorvos lett a feldunai hadseregben. A második komáromi csata után ő kezelte Görgei Artúr fejsebesülését, majd elkísérte a tábornokot Aradra, a szőlősi síkra, a nagyváradi orosz fogságba és száműzetése helyére, Klagenfurtba is. 1850-ben, a magyar fővárosba való visszatérésekor politikai megbízhatatlanság címén megfosztották egyetemi állásától.

## Pályája a kiegyezésig
Az osztrák önkényuralom alatt 1851-től a fogságból akkor szabaduló és egyetemi állását ismét elfoglaló Balassa János magánasszisztense lett. Egyik szervezője volt annak a Balassa körül csoportosuló haladó orvosi körnek, amely a hazai orvosképzés, orvostudomány és közegészségügy felemelésére dolgozott ki terveket. Protestáns vallása miatt magántanári kinevezési kérvényét az egyetem visszautasította, így kénytelen volt magánorvosi gyakorlatot is folytatni. Több előkelő család, így például a Trefort, és az Eötvös család háziorvosa is volt. E kapcsolatnak, illetve e kapcsolat nyomán kialakuló barátságnak is köszönhető volt, hogy a kiegyezés után Eötvös József minisztériumában titkári állást kapott.

## Szakpolitikusi pályája
1867-től 1892-ben történt nyugállományba vonulásáig a Vallás- és Közoktatási Minisztérium alkalmazásában állt, kezdetben az orvosképzési, később az összes egyetemi ügyek előadójaként, 1867-től miniszteri titkári, 1872-től címzetes, 1878-tól valóságos osztálytanácsosi, 1883-tól címzetes, majd 1887-től valóságos miniszteri tanácsosi rangban. Alapvetően jelentős érdemeket szerzett a magyarországi orvosképzés új alapokra helyezésében. Ő javasolta a Kolozsvári Magyar Királyi Ferenc József Tudományegyetem felállítását, majd jelentős érdemeket szerzett a pesti és kolozsvári egyetemi oktatás európai színvonalra emelésében. Az Országos Közegészségi Tanács tagjaként, majd elnökeként részt vett Magyarország közegészségügyi rendszerének kialakításában. Javaslatára a pesti egyetemen közegészségtani tanszék alakult. Részt vett az 1876-ban elfogadott közegészségügyi törvény kidolgozásában.

### Szervezeti tagságai
- A Magyar Tudományos Akadémia levelező (1863), tiszteleti (1890) tagja
- Az Országos Közegészségi Tanács tagja (1867), elnöke (1868)
- Az Országos Közegészségügyi Egyesület alapító tagja és alelnöke (1886–)
- A Budapesti Királyi Orvosegyesület alelnöke (1887–1888)

## Szakírói pályája
Markusovszky alapította 1857-ben a ma is megjelenő Orvosi Hetilapot, amelynek élén 32 évig állt. 1863-ban megalapította a Magyar Orvosi Könyvkiadó Társulatot.

### Főbb művei
- Az orvos mint nevelő (doktori értekezés, Pest, 1844) Online
- Észrevételek az orvosi tudomány fejlődéséről az utolsó ötven év alatt (Budapest, 1888)
- Markusovszky Lajos válogatott munkái (összegyűjtötte és sajtó alá rendezte Marikovszky György, Budapest, 1905).[3]

## Emlékezete
1893. április 25-én, temetésén jelen volt Görgei Artúr tábornok, volt hadügyminiszter is.
Sírhelye a Markusovszky család sírboltjában található Vasegerszegen.
A Magyar Tudományos Akadémián 1896. április 27-én Hőgyes Endre tartott felette emlékbeszédet.

### Köztéri szobrok, emléktáblák
- Szombathelyen a megyei kórház kertjében 1955. április 2-án avatták fel mellszobrát, Majthényi Károly szobrászművész alkotását. A szobrot később a szombathelyi Markusovszky utcába helyezték át.
- 1965-ben Csorbán a Markusovszky utca egyik épületén a csehszlovák és magyar orvosi társaság kétnyelvű emléktáblát helyezett el, arra emlékeztetve, hogy Markusovszky Lajos Csorbán született.
- Budapest IX. kerületében, a Markusovszky téren 1965. október 1-jén avatták fel mellszobrát, Papachristos Andreas görög származású magyar szobrászművész alkotását.
- A Semmelweis Egyetem Egészségtudományi Karának kertjében található szoborparkban 1986. március 25-én avatták fel bronz mellszobrát, Szabó György szobrászművész alkotását.
- 1986-ban a Vasegerszegi Markusovszky kúria felújításakor a kúria főhomlokzatán domborműves emléktáblát helyeztek el.
- 2008-ban Abbáziában a Bellevue szálloda falán domborműves emléktáblát avattak, arra emlékeztetve, hogy Markusovszky Lajos utolsó napjait ebben a szállodában töltötte.[5]
- Ülőhely Abbáziában, a Margaréta parkban. A tábla a Osztrák–Magyar Monarchia idején készülhetett, német feliratos.

### Emlékérmek, díjak
- A róla elnevezett szombathelyi kórház(wd) Markusovszky-emlékérmet alapított,
- Az Orvosi Hetilap által alapított Markusovszky-díj.

### Nevét viselő intézmények
- Vas Megyei Markusovszky Kórház Nonprofit Zrt. (Szombathely)
- Markusovszky Lajos Kollégium (Budapest, Semmelweis Egyetem)
- Markusovszky Lajos Kollégium (DE-OEC, Debrecen)